# Muswell Hill

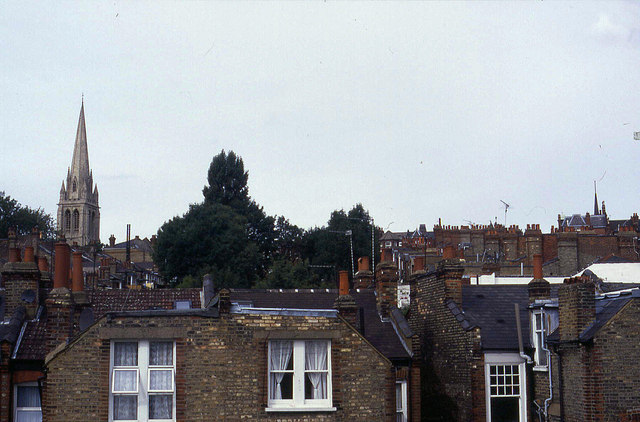
Vue de Muswell Hill.

Muswell Hill est un quartier du nord de Londres (Royaume-Uni), situé dans le district d'Haringey.
En 2011, ce quartier comptait 27 992 habitants.
C'est dans ce quartier que se forme le groupe The Kinks. Le titre de leur album Muswell Hillbillies (1971) y fait référence.
L'homme politique sud-africain Oliver Tambo en exil habitait Muswell Hill de 1977 à 1990. En 2007, une plaque commémorative a été dévoilée sur sa maison, sur Alexandra Park Road.